# تسرنا یوبوکا، اوب
تسرنا یوبوکا (به صربی: Crvena Jabuka) یک روستا در صربستان است که در یوبی، صربستان واقع شده‌است.
 تسرنا یوبوکا ۶٫۴۸ کیلومتر مربع مساحت و ۵۵۸ نفر جمعیت دارد و ۸۶ متر بالاتر از سطح دریا واقع شده‌است.